# Lush (альбом Snail Mail)
Lush — дебютный студийный альбом американской инди-рок певицы Snail Mail (Линдси Эрин Джордан) из Тампы (Флорида). Он был выпущен 8 июня 2018 года на лейбле Matador Records.
Выпуску альбома предшествовали три сингла: «Pristine», «Heat Wave» и «Let’s Find an Out».
Альбом получил положительные отзывы от музыкальных критиков. Lush был номинирован на премию Libera Awards как лучший рок-альбом. Впоследствии диск занял 45-е место в списке 100 лучших альбомов десятилетия по версии журнала Paste, 48-е место в списке 100 лучших альбомов десятилетия по версии Stereogum и 122-е место в рейтинге 200 лучших альбомов десятилетия по версии Pitchfork.

## История
В период с 2016 по 2018 год Линдси Джордан выпустила свой дебютный мини-альбом Habit, подписала контракт на запись с Matador Records, гастролировала по США и Европе и окончила среднюю школу. В интервью журналу DIY в 2018 году Джордан рассказала о процессе создания песен для альбома Lush: «Я заставляла себя создавать что-то, что имело для меня значение, поэтому, когда я закончила учёбу, это было ещё сложнее, потому что я думала: „О, у меня есть время“. [сейчас], почему я не хочу писать?», — объясняет она, как адаптировалась к школьной жизни в период между работой над двумя релизами. «Мне как бы пришлось снова научиться любить [писать] и делать это по своим собственным причинам; примерно тогда все песни стали лучше».
Рассказывая о своём уникальном процессе в интервью Stereogum в 2018 году, Джордан сказала: «Я просто запишу демо на свой телефон и просыпаюсь в 3 часа ночи… Я просто становлюсь настолько одержимой, что больше ничего не буду делать, пока не зазвучит гитара и эта часть не будет готова. И иногда это портит мне её, потому что я чувствую, что не могу быть объективным, потому что мне это просто надоело. Обычно я полностью заканчиваю гитарную партию, аранжирую её, пишу вокальную мелодию, а затем писать тексты, а между каждым разделом уходить где-то месяц на то, чтобы расслабиться, вернуться и послушать его и убедиться, что он по-прежнему особенный. Для меня это странный мыслительный процесс». В интервью журналу Independent Magazine в мае 2018 года она также заявила: «Я писала [Lush] в течение полутора лет, вплоть до того, что оказался в студии и мне пришлось написать ещё один или два, а затем записать их на следующий день. Я действительно не торопилась. … Я хотела, чтобы это была действительно лаконичная пластинка в качестве нашего дебюта, и я потратила много времени, пытаясь сделать все именно так, как я хотела. Все люди, с которыми я работала в процессе записи, были потрясающими и замечательными. У меня были бесконечные ресурсы из отделов Матадора, и это было бы невероятно. Это был действительно интересный опыт, полный сюрпризов и трудностей, но это было действительно круто».

## Отзывы
| Совокупная оценка | Совокупная оценка |
| Источник          | Оценка            |
| ----------------- | ----------------- |
| AnyDecentMusic?   | 7.8/10            |
| Metacritic        | 80/100            |
| Оценки критиков   |                   |
| Источник          | Оценка            |
| AllMusic          | [ 2 ]             |
| The A.V. Club     | A−                |
| Exclaim!          | 9/10              |
| The Independent   | [ 15 ]            |
| Mojo              | [ 16 ]            |
| Pitchfork         | 8.7/10            |
| Q                 | [ 18 ]            |
| Rolling Stone     | [ 19 ]            |
| Slant Magazine    | [ 20 ]            |
| Uncut             | 7/10              |

Альбом получил положительные отзывы от музыкальных критиков. На Metacritic, который присваивает рецензиям из основных изданий нормализованный рейтинг из 100, Lush получил средний балл 80 на основе 25 обзоров, что указывает на «в целом положительные отзывы». Дейзи Джонс из Noisey описала альбом как «окутанный красотой и трансцендентностью, каждая песня представляет собой яркий снимок во времени, с грустью, сохраняющейся среди всех других сложных чувств». Роберт Штайнер из газеты The Boston Globe выразил волнение по поводу будущих проектов от Джордан, описывая, как «поскольку Lush полна таких резонирующих моментов, интересно думать, что Джордан только начинает». Райан Домбал из Pitchfork также похвалил работу Джордан, сравнив альбом с работами Лиз Фэр, Фионы Эппл и Фрэнка Оушена. Далее он сказал: «На протяжении всей пластинки каждой строчке рассказывается своя история. Каждый вокал кажется глубоко продуманным и прочувствованным, но ничего не отрепетировано. Она точно знает, когда нужно включиться, а когда вернуться, когда полностью посвятить себя её стремлению и когда ей следует отступить и покачать головой».
Критик AllMusic Марси Донельсон оценила альбом на 4 из 5 и отметила, что «её уязвимая вокальная подача в сочетании с раздражённой лирикой, которая носит как исповедальный, так и наблюдательный характер, часто звучит как личное, написанное от руки письмо, которое, как только она выйдет из её системы, она немедленно скомкается и оставит гореть в пепельница».
Lush впоследствии занял 45-е место в списке 100 лучших альбомов десятилетия по версии журнала Paste, 48-е место в списке 100 лучших альбомов десятилетия по версии Stereogum и 122-е место в рейтинге 200 лучших альбомов десятилетия по версии Pitchfork.

## Итоговые списки
| Публикация           | Ранг | Ссылка |
| -------------------- | ---- | ------ |
| Billboard            | 25   | [ 27 ] |
| Consequence of Sound | 22   | [ 28 ] |
| Entertainment Weekly | 13   | [ 29 ] |
| Fopp                 | 91   | [ 30 ] |
| NBHAP                | 14   | [ 31 ] |
| NPR                  | 49   | [ 32 ] |
| Noisey               | 4    | [ 33 ] |
| Paste                | 5    | [ 34 ] |
| Pitchfork            | 5    | [ 35 ] |
| The Skinny           | 35   | [ 36 ] |
| Stereogum            | 2    | [ 37 ] |
| Uproxx               | 5    | [ 38 ] |

## Список композиций
Слова и музыка всех песен — Lindsey Jordan..
| №  | Название         | Длительность |
| -- | ---------------- | ------------ |
| 1. | «Intro»          | 1:12         |
| 2. | «Pristine»       | 4:55         |
| 3. | «Speaking Terms» | 3:35         |
| 4. | «Heat Wave»      | 5:08         |
| 5. | «Stick»          | 5:13         |

| №                   | Название            | Длительность |
| ------------------- | ------------------- | ------------ |
| 6.                  | «Let's Find an Out» | 2:13         |
| 7.                  | «Golden Dream»      | 3:27         |
| 8.                  | «Full Control»      | 2:55         |
| 9.                  | «Deep Sea»          | 4:42         |
| 10.                 | «Anytime»           | 4:38         |
| Общая длительность: | Общая длительность: | 38:16        |

## Чарты
| Чарт (2018)                                  | Высшая позиция |
| -------------------------------------------- | -------------- |
| Новая Зеландия Heatseeker Albums (RMNZ)      | 10             |
| Великобритания (UK Digital Albums Chart)     | 91             |
| Великобритания (UK Independent Albums Chart) | 20             |
| США Heatseekers Albums (Billboard)           | 2              |
| США Independent Albums (Billboard)           | 11             |
| США Top Alternative Albums (Billboard)       | 20             |
| США Top Album Sales (Billboard)              | 42             |
| США Top Rock Albums (Billboard)              | 43             |
| США Top Tastemaker Albums (Billboard)        | 9              |